# Alservorstadt
Alservorstadt (volně lze přeložit jako „alserské předměstí“) je část rakouského hlavního města Vídně, která leží v 9. okrsku (Alsergrund). Tato část byla pojmenována po řece Als, jejíž koryto vede v podzemí této městské části. Do roku 1850 se jednalo o samostatnou obec.
V této městské části se nachází např. novogotický Votivní kostel, Josephinum, Strudlhofstiege nebo zachovalé průčelí kostela na Schwarzspanierstraße. Na této ulici se také nachází dům, ve kterém zemřel Ludwig van Beethoven.